# 小小人論證

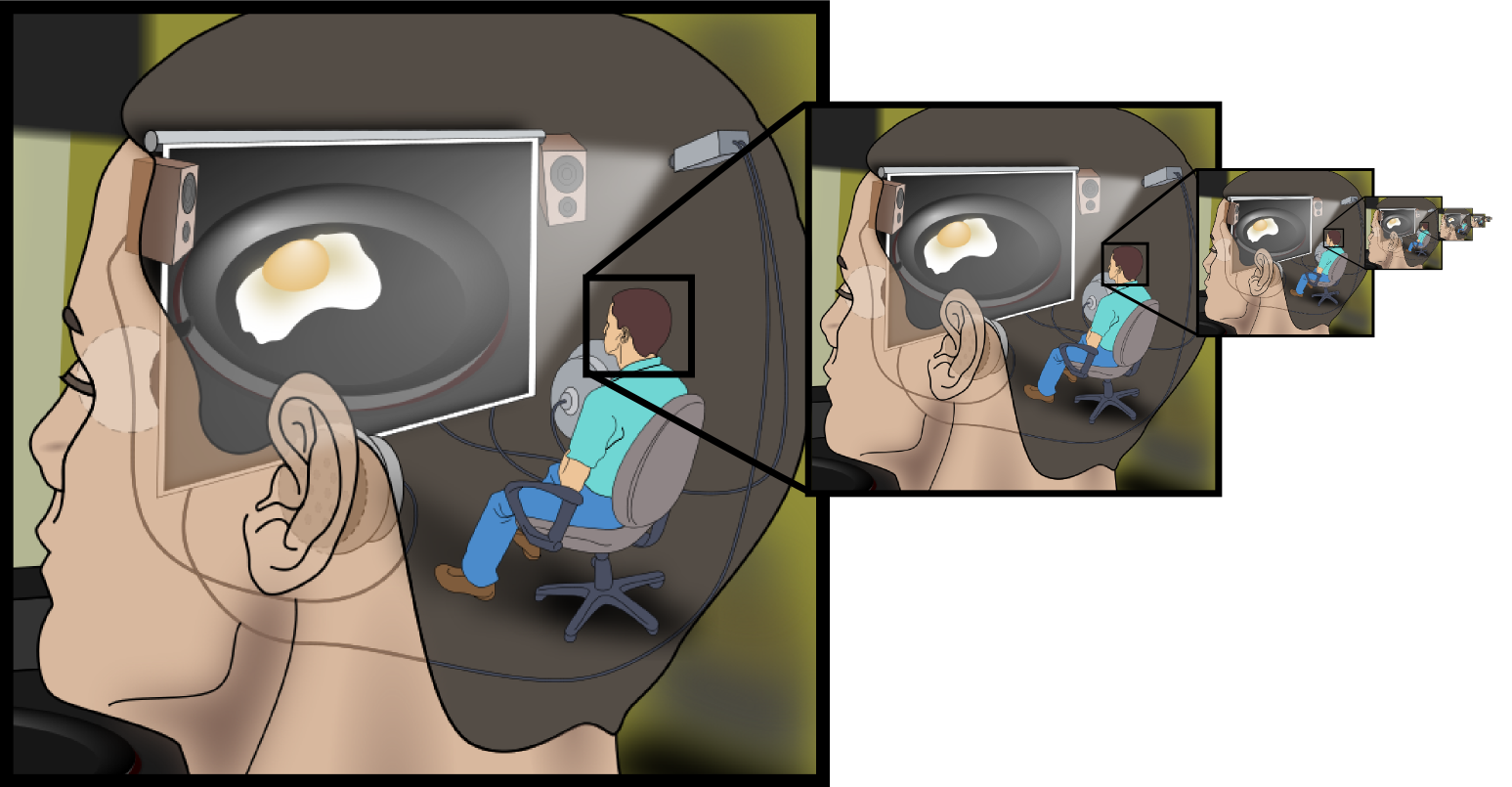
如圖所示,人在接收影像時內部也有一個小人在接收影像並一直循環下去

小小人論證（英語：homunculus argument）是一種無限迴歸式的解釋方式。
小小人論證是這樣的：想像有個人在看電影，他看見投射在銀幕上的影像，然而這個人如何看見這個影像呢？這是因為來自銀幕的光線穿過他的眼睛，投射在視網膜上，進入大腦，而大腦中有個小小人在看這個影像。然而，這個小小人怎麼看見這個影像呢？這是因為來自銀幕的光線穿過他的眼睛，投射在視網膜上，進入大腦，而大腦中有另一個小小人在看這個影像......
小小人論證使用了問題本身來解釋問題，造成無限循環，並未真正解釋問題的本質，因而被視為一種謬誤。

## 例子
例一
- 甲：人類是外星人創造的，這世界上沒有神，而演化論不適用於人類。
- 乙：那創造人類的外星人是怎麼來的？
- 甲：那些外星人當然是更高等的外星人創造的，其他的外星人的由來也以此類推。

例二
- 甲：演化論跟創造論都是錯的，人類祖先從天界降臨，而天界的人又是過去從人間升上去的。
- 乙：那過去天界的人的人類前身又是怎麼來的？
- 甲：當然是更以前的天界的人降臨的，而更以前的天界的人又是更加過去從人間升上去的，其餘比照辦理。

## 外部連結
- （英文）Homunculus Fallacy（页面存档备份，存于）